# Свінціцький Віталій Казимирович
Віта́лій Казими́рович Свінці́цький (11 вересня 1977, Ваніно — 25 січня 2023, Україна) — український військовослужбовець 80-ї окремої десантно-штурмової бригади.

## Біографія
Народився в місті Ваніно Хабаровського краю (Росія) в сім'ї військового. У 1991 році закінчив 62-гу школу у Львові. Вищу освіту здобув у санітарно-технологічному факультеті Львівської академії ветеринарної медицини імені С. З. Ґжицького, який закінчив у 2000 році.
З 2006 по 2009 був членом ВО «Свобода», у 2010 вийшов зі складу партії, бо зрозумів, що не поділяє її шлях і принципи дії.
У 2014 році Віталій Свінціцький добровольцем вирушив на схід для участі в АТО. Там захищав Україну у складі 80 окремої Десантно-штурмової бригади.
У 2015 році після повернення до цивільного життя продовжив громадську та волонтерську діяльність: заснував соціальний тренажерний зал для ветеранів АТО та був одним із співорганізаторів «Фестивалю спорту» та щорічного фестивалю «Active Army Fest».
У 2015 був обраний у Львівську міську раду 7-го скликання від партії «Громадський рух „Народний контроль“» у 63-му мажоритарному окрузі (мікрорайон Рясне-2). У 2020-му році став депутатом від Лопатинської громади на Львівщині.
Заснував ГО «Союз ветеранів десанту», був керівником ГО «Громадянське суспільство і влада», а також президентом ФК «Барилів».
Із перших днів повномасштабного вторгнення Віталій повернувся до 80 ОДШБР. У квітні 2022-го за участь в боях на півдні України указом Президента був нагороджений  орденом «За мужність» III ступеня. Також брав участь у боях на переправі в Білогорівці, у Лисичанську, Сєвєродонецьку, Попасній, Святогірську, Соледарі, біля Бахмута і Кремінної. Восени 2022-го, попри важке поранення і після нетривалого лікування, повернувся на фронт.
Загинув під час виконання бойового завдання на сході - під час штурмових дій на ворожі позиції. Тоді загинули четверо десантників, ще один із побратимів вважається зниклим безвісти.
У Віталія Свінціцького залишилися літні батьки, донька Божена. Прощання відбулося у Львівській катедрі. Поховали воїна 30 січня 2023-го на Личаківському кладовищі.